# Camera obscura (optica)

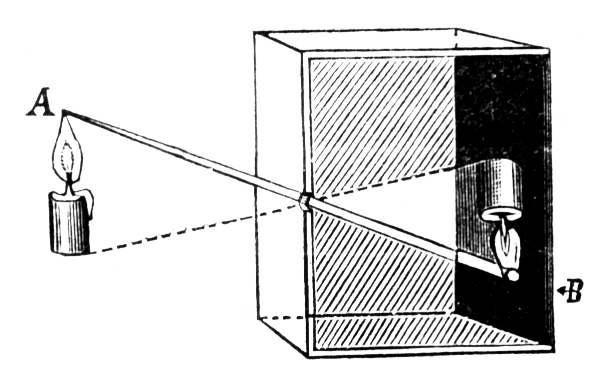
In een camera obscura en gaatjescamera werpt het licht een omgekeerd beeld op de achterwand

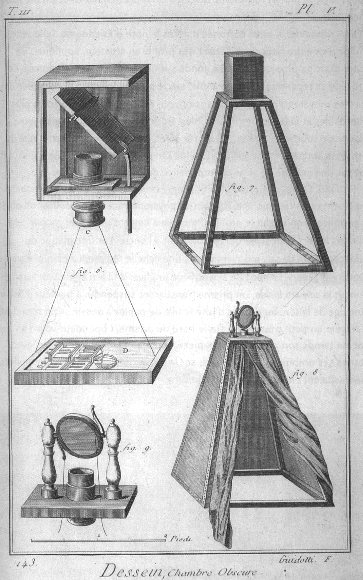
Een camera obscura uit 1772

Een camera obscura (Latijn voor 'donkere kamer') is een verduisterde ruimte waarbij in een van de wanden een klein gaatje is aangebracht, later ook wel een lens. Het hierdoor invallende licht werpt een afbeelding van de buitenwereld op de tegenoverliggende wand. Net zoals bij afbeelding door een lens het geval is, wordt de buitenwereld op zijn kop afgebeeld. Als de achterwand van de camera obscura doorzichtig wordt gemaakt (bijvoorbeeld met matglas) is de afbeelding van buitenaf te zien. De scherpte van het beeld heeft te maken met de afstand van het beeld tot de lens of het gaatje en met de grootte van het gaatje zelf.
Een bijzonder aspect van de camera obscura is dat de opnamen een oneindige scherptediepte hebben, tenminste de versies zonder lens.
De allereerste camera obscura is ontwikkeld door de Arabische astronoom en wiskundige Abu Ali al-Hasan ibn al-Haytham (Basra, 965 – Caïro, ±1040). In Europa is hij bekend als Alhazen, een Latijnse verbastering van zijn voornaam.
Voordat de lichtgevoelige plaat was ontdekt (rond 1800) was de camera obscura een kermisattractie. Men kon immers de wereld buiten ongezien bespieden. Met spiegels werd ervoor gezorgd dat de afbeelding weer rechtop kwam te staan.
De Nederlander Gemma Frisius was een van de eersten die de werking van de camera obscura op papier heeft gezet. In zijn werk gaf hij ook aanwijzingen hoe de lezer zelf astronomische instrumenten kon bouwen.

## Gebruik
Sommige kunstschilders gebruikten de camera obscura als hulpmiddel om de werkelijkheid nauwkeurig over te kunnen nemen op hun doek. 
In 1992 publiceerde de beeldend kunstenaar Ramon van de Werken in het kunsttijdschrift Praktikabel een artikel waarin hij beweerde dat Caravaggio (1571-1610) gebruik zou hebben kunnen gemaakt van de camera obscura. Ook van de schilder Johannes Vermeer wordt verondersteld dat hij gebruik zou hebben kunnen gemaakt van een camera obscura.
In de victoriaanse tijd werden er camerae obscurae gebouwd ter grootte van een huis, waar men (tegen betaling) een blik kon komen werpen op de omgeving. Onder meer in Grahamstad in de provincie Oost-Kaap (Zuid-Afrika) is dat nog steeds mogelijk, alsook in Cádiz (Spanje), in Lissabon (Portugal) en in Edinburgh (Schotland).

## Wetenswaardigheden

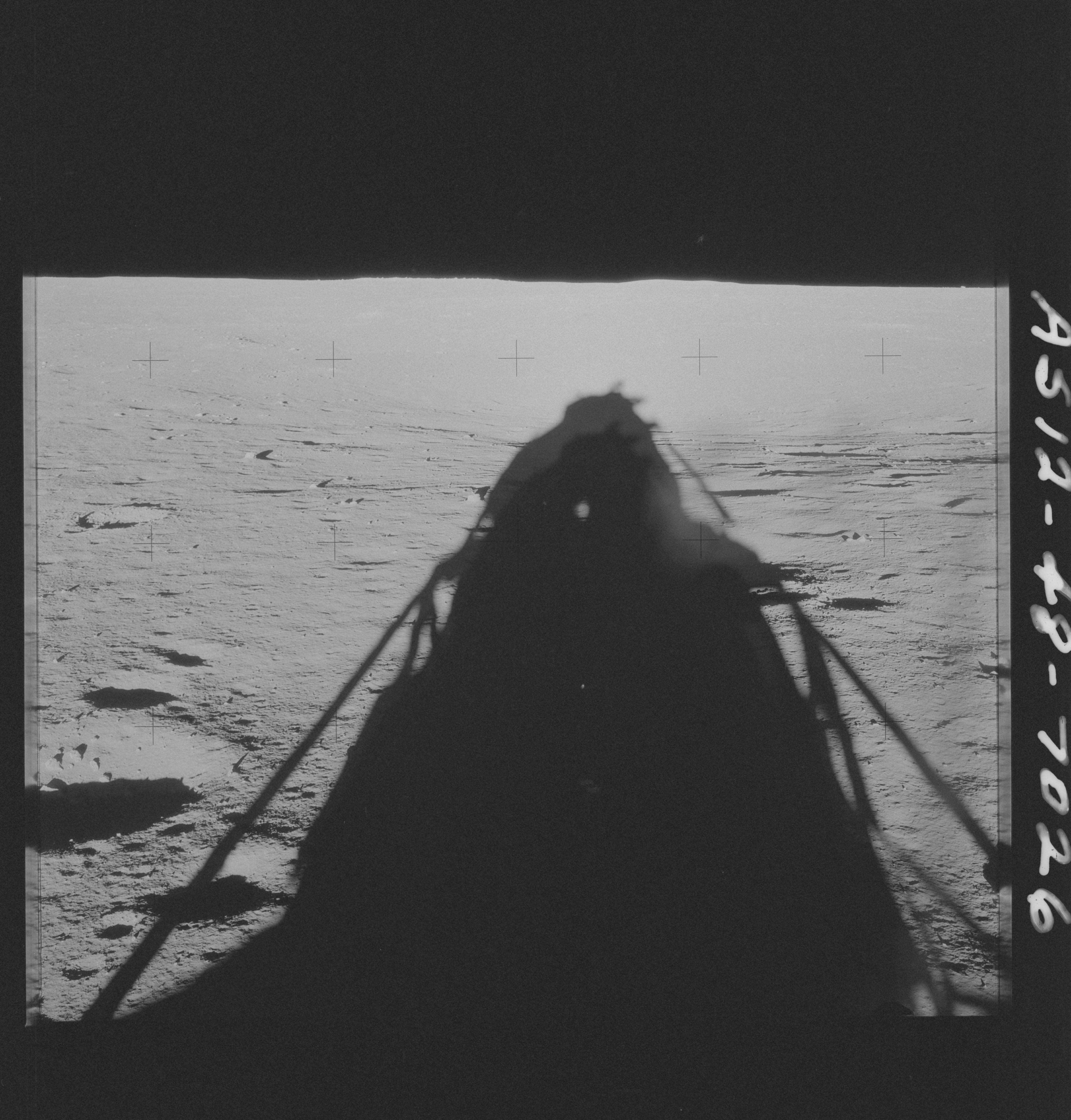
Zonnebeeld in de schaduw van de maanlander van de Apollo 12 missie

- Kort na de maanlanding van Apollo 12 in november 1969 ontstond er een Camera obscura dankzij een opening tussen de stijgtrap en de daaltrap van maanlander Intrepid. Het zonlicht scheen doorheen de opening en projecteerde een zo goed als cirkelvormig zonnebeeld[3] op het maanoppervlak, in de schaduw van maanlander Intrepid. Zie foto AS12-48-7026 (Magazine 48-X).
- Het principe van Camera obscura kan ook aangewend worden om de spectrale kleuren van iriserende wolken[4] waar te nemen. Een verduisterde kamer met slechts een klein gaatje aan het venster om het daglicht toch naar binnen te laten komen toont een zonnebeeldje[3] op de vloer dat omgeven is door een stelsel van ineenvloeiende spectrale kleuren: de iriserende wolken. Dit experiment lukt het best als op de vloer een groot wit blad papier of een wit laken ligt dat als projectiescherm dient. Op de plaats van het geprojecteerde zonnebeeldje kan een klein schijfvormig stukje zwart papier gelegd worden om het storende effect van de overstraling van het witte zonnebeeldje te elimineren.